# Tryonia ericae
Tryonia ericae é uma espécie de gastrópode da família Hydrobiidae.
É endémica dos Estados Unidos da América.